# Ferrovia Trans-Mongoliana
| Straight track |

| Station on track |

| Unknown route-map component "ABZgl" |

| Stop on track |

| Stop on track |

| Unknown route-map component "hKRZWae" |

| Stop on track |

| Stop on track |

| Stop on track |

| Station on track |

| Stop on track |

| Stop on track |

| Stop on track |

| Stop on track |

| Station on track |

| Restricted border on track |

| Station on track |

| Stop on track |

|  | Unknown route-map component "ABZgl" | Unknown route-map component "STR+r" |

|  | Straight track | End station |

|  | Stop on track |

| Unknown route-map component "STR+l" | Unknown route-map component "ABZgr" |  |

| End station | Straight track |  |

| Stop on track |

| Stop on track |

| Unknown route-map component "STR+l" | Unknown route-map component "ABZgr" |  |

| End station | Straight track |  |

| Station on track |

| Stop on track |

|  | Unknown route-map component "ABZgl" | Unknown route-map component "STR+r" |

|  | Straight track | End station |

| Stop on track |

|  | Unknown route-map component "ABZgl" | Unknown route-map component "STR+r" |

|  | Straight track | End station |

| Stop on track |

| Stop on track |

| Unknown route-map component "eHST" |

|  | Unknown route-map component "ABZgl" | Unknown route-map component "STR+r" |

|  | Straight track | End station |

| Stop on track |

| Unknown route-map component "STR+l" | Unknown route-map component "ABZgr" |  |

| End station | Straight track |  |

| Station on track |

| Restricted border on track |

| Station on track |

| Stop on track |

| Stop on track |

| Station on track |

| Straight track |

| Straight track |

| Station on track |

| Unknown route-map component "ABZgl" |

| Stop on track |

| Stop on track |

| Unknown route-map component "hKRZWae" |

| Stop on track |

| Stop on track |

| Stop on track |

| Station on track |

| Stop on track |

| Stop on track |

| Stop on track |

| Stop on track |

| Station on track |

| Restricted border on track |

| Station on track |

| Stop on track |

|  | Unknown route-map component "ABZgl" | Unknown route-map component "STR+r" |

|  | Straight track | End station |

|  | Stop on track |

| Unknown route-map component "STR+l" | Unknown route-map component "ABZgr" |  |

| End station | Straight track |  |

| Stop on track |

| Stop on track |

| Unknown route-map component "STR+l" | Unknown route-map component "ABZgr" |  |

| End station | Straight track |  |

| Station on track |

| Stop on track |

|  | Unknown route-map component "ABZgl" | Unknown route-map component "STR+r" |

|  | Straight track | End station |

| Stop on track |

|  | Unknown route-map component "ABZgl" | Unknown route-map component "STR+r" |

|  | Straight track | End station |

| Stop on track |

| Stop on track |

| Unknown route-map component "eHST" |

|  | Unknown route-map component "ABZgl" | Unknown route-map component "STR+r" |

|  | Straight track | End station |

| Stop on track |

| Unknown route-map component "STR+l" | Unknown route-map component "ABZgr" |  |

| End station | Straight track |  |

| Station on track |

| Restricted border on track |

| Station on track |

| Stop on track |

| Stop on track |

| Station on track |

| Straight track |

A Ferrovia Trans-Mongoliana conecta Ulan-Ude, na ferrovia Trans-Baikal (Transiberiana) na Rússia, com a cidade chinesa de Jining, por meio de Ulan Bator, na Mongólia.
Outras paradas importantes são Sükhbaatar, Darkhan, Choyr e Zamyn-Üüd/Erenhot (controle de alfândega e estação de mudança de bitola). A linha foi construída entre 1949 e 1961. Na maior parte da Mongólia, é uma faixa única, e na China via dupla. A bitola é 1520 milímetros (4 pés 11 5 / 6 in) na Rússia e Mongólia e 1.435 milímetros (4 pés 8 1 / 2 in) na China. Há ramos importantes que levam a Erdenet e Baganuur.

## Galeria

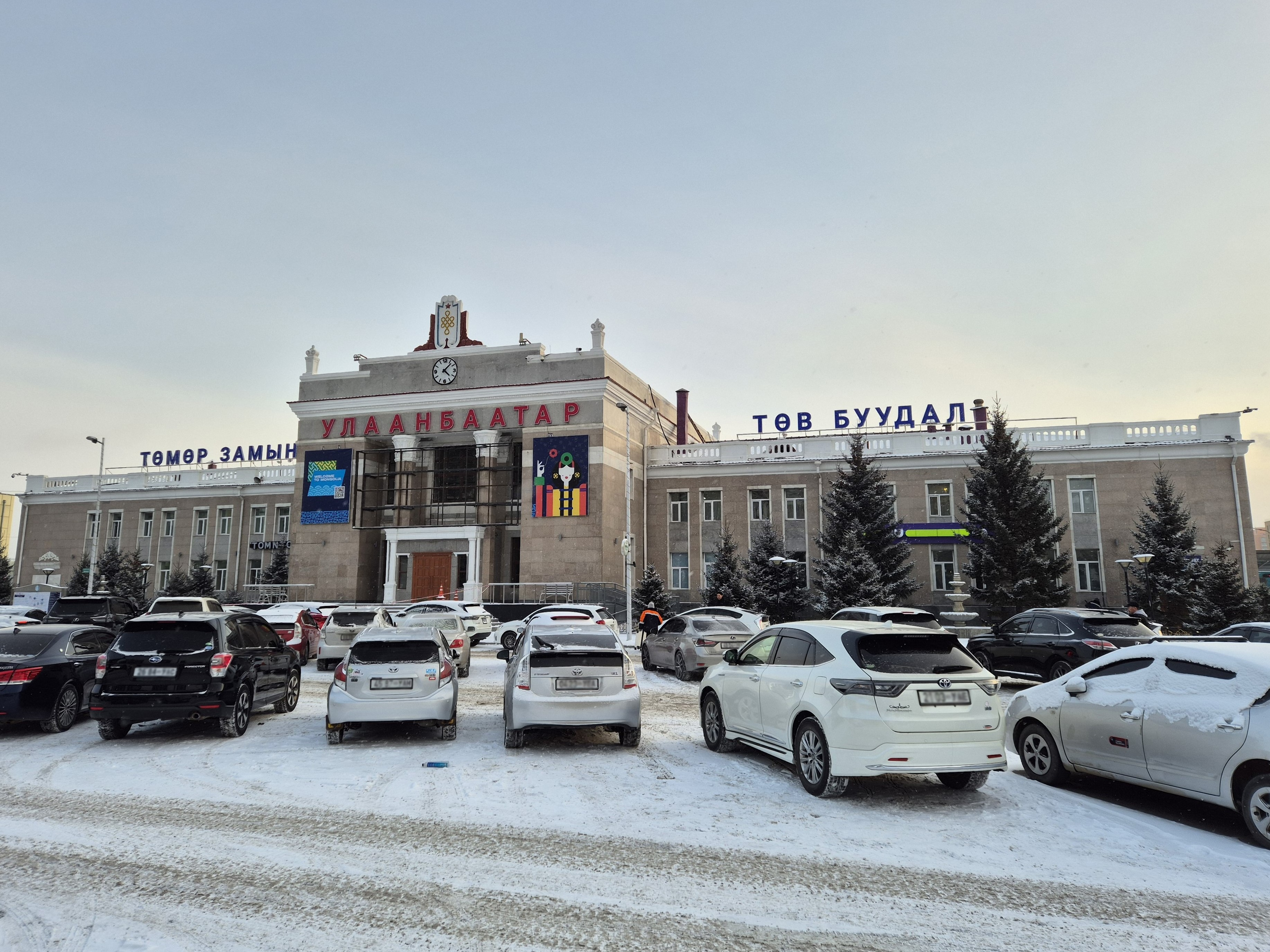
Estação ferroviária de Ulan Bator
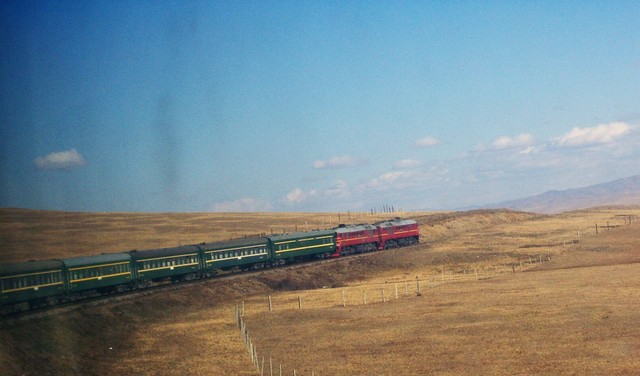
Um trem da Trans-Mongoliana passando pelo deserto de Gobi
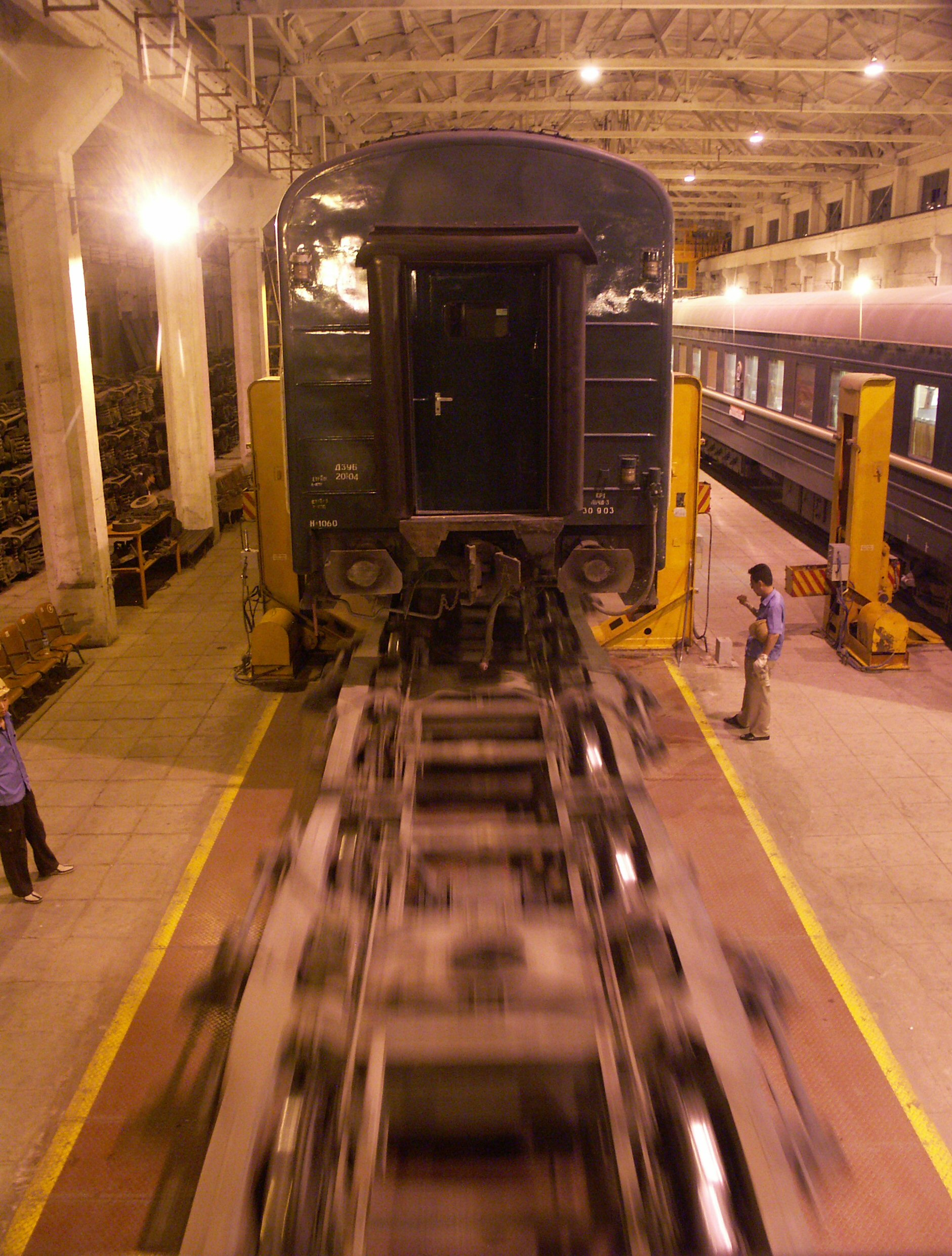
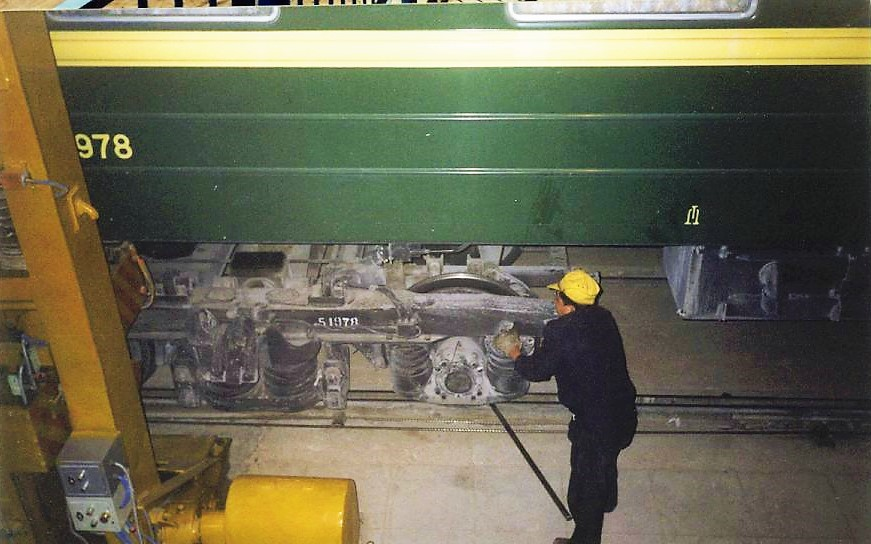
Mudança manual de bogies na cidade de Erenhot
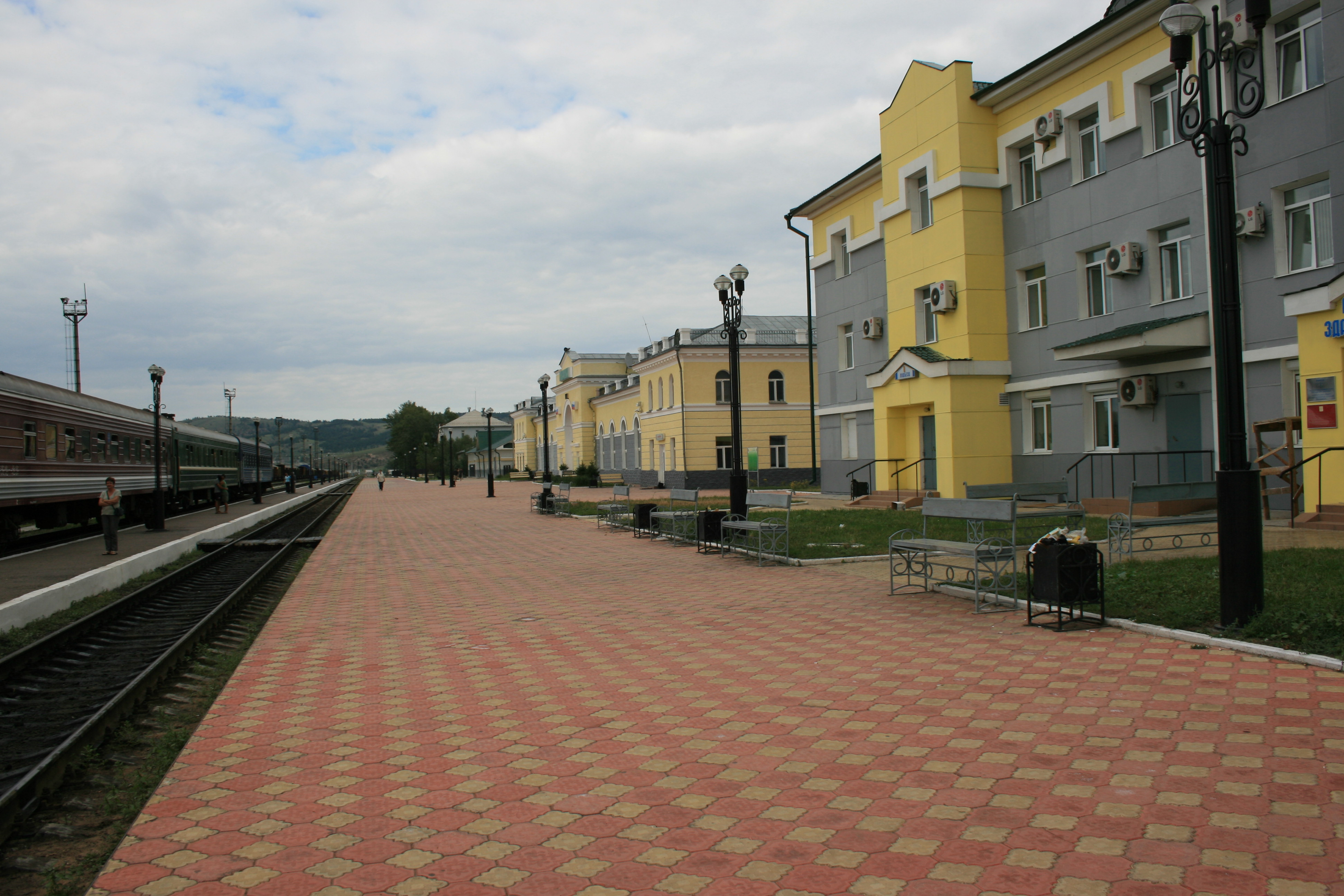
Naushki, estação de fronteira com a Rússia